# 斯托羅日河
斯托羅日河是俄羅斯的河流，位於堪察加半島，河道全長約110公里，流域面積2,040平方公里，河水主要來自融雪和雨水，最終注入堪察加灣，是鮭魚的產卵地。